# يو أس بي القاتل
يو أس بي كيلر هو جهاز USB محمول يرسل طاقة عالية الجهد إلى الجهاز المتصل به، فيؤدي إلى حرق الجهاز وإتلاف مكونات الأجهزة.
تم تصميمة من الشركات لاختبار الأجهزة.
يقوم الجهاز بتجميع الطاقة من مصدر طاقة USB القاتل للمكون المتصل به في المكثفات الخاصة به حتى يصل إلى جهد عالٍ ثم يقوم بتفريغ الجهد العالي على دبابيس البيانات.
لهذا لا يجب وضع أي USB مجهول.